# Baschet
Baschetul este unul dintre cele mai răspândite sporturi de echipă din lume; se caracterizează prin finețea, precizia și fantezia exercițiilor tehnice și tactice, prin talia înaltă și calitățile fizice deosebite ale sportivilor, toate acestea implicate într-o luptă sportivă care pretinde spirit de echipă și de sacrificiu, inteligență și rezistență nervoasă.
Punctele sunt marcate prin aruncarea mingii în coș; echipa care acumulează mai multe puncte la sfârșitul jocului câștigă. Mingea poate fi făcută să înainteze pe teren prin driblare sau pasând-o altor coechipieri. Actele fizice nesportive (fault) sunt penalizate și există restricții asupra modului în care este folosită mingea (încălcări).
De-a lungul timpului, în baschet s-au dezvoltat tehnicile obișnuite de ochire, pasare și driblare, dar și de poziționare a jucătorilor, precum și structurile ofensive și defensive. De obicei, jucătorii cei mai înalți ocupă centrul sau una dintre cele două poziții de extremă, iar jucătorii mai mici de statură sau cei care au viteză și cele mai bune abilități de mânuire a mingii, ocupă poziția de fundaș. În timp ce baschetul competițional are niște reguli bine stabilite, numeroase variante de baschet s-au dezvoltat pentru jocurile ocazionale. În anumite țări, baschetul este un sport popular, cu mulți spectatori.

## Istoric

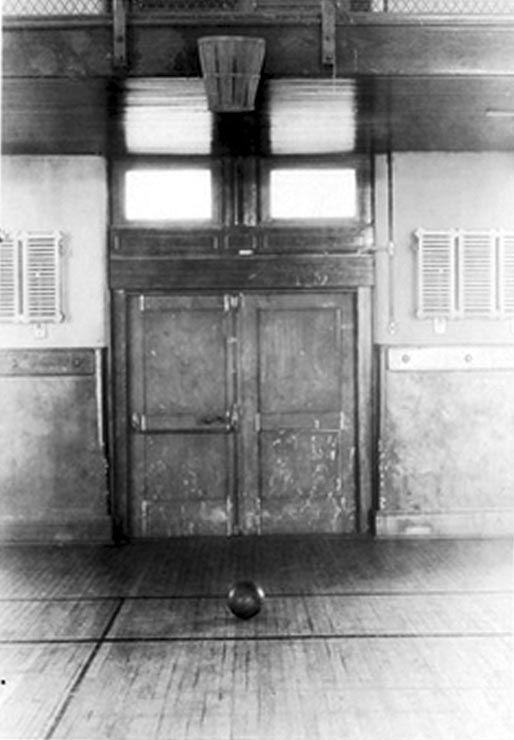
Primul teren de baschet, cel din Colegiul Springfield.

Vechile populații incașe, maya și aztece practicau un joc în care mingea era aruncată într-un inel de piatră, suspendat orizontal pe un zid. Băștinașii din Florida aveau o țintă formată dintr-un coș de nuiele iar indienii din America plasau un fel de coș în trunchiuri de copac.
În anul 1891, un tânăr asistent de la colegiul Springfield, din statul Massachusetts, SUA, pe numele său James Naismith, încercând să facă mai variate lecțiile de educație fizică ale studenților, cu un conținut mai atractiv și mai dinamic, fără condiții materiale deosebite, a combinat unele reguli din jocul de fotbal cu 13 reguli noi și a înlocuit poarta cu un coș suspendat pe un perete. Astfel a luat naștere sportul căruia i s-a spus apoi basketball (basket = coș, ball = minge).
La început echipele erau alcătuite din câte 50 de jucători, apoi numărul s-a redus treptat pentru a se ajunge la echipe formate din 5 jucători pe teren. Jocul se răspândește în Europa, fiind prezentat demonstrativ la Jocurile Olimpice din 1904 (de la St. Louis). În 1932 se constituie Federația Internațională de Baschet Amator (F.I.B.A.) și din 1935 se dispută Campionatele Europene.

## Pozițiile jucătorilor

### Point guard (PG)
Conducătorul de joc al echipei(antrenorul din teren). De cele mai multe ori cel mai scund jucător. Cel mai bun pasator și dribleur. Jucătorul care trebuie să ia cele mai bune decizii pentru a pune în situații bune coechipierii. Trebuie să aibă o foarte bună viziune a terenului pentru a fi capabil să creeze aruncări deschise. Trebuie să fie capabil să distrugă defensiva adversă. Este responsabil de asigurarea echilibrului defensiv.

### Shooting guard (SG)
Cel mai bun aruncător al echipei. Trebuie să aibă abilitatea de a crea aruncări deschise și de a obține procentaje bune și în situațiile când apărătorii pun presiune. Trebuie să știe să folosească blocajele coechipierilor pentru a avea aruncări deschise. E neapărat să aibă știința de a simți jucătorii. Are a doua responsabilitate a driblingului și trebuie să recupereze ofensiv.

### Small forward (SF)
Cel mai bun jucător al echipei care poate juca și pe perimetru și în interior. Trebuie să fie agresiv și puternic pentru a juca în interior dar în același timp suficient de agil pentru a putea juca afară. Al doilea cel mai bun aruncător și pătrunzător. Multe aruncări sunt executate de pe baseline. Are prima responsabilitate pentru a recupera ofensiv.

### Power forward (PF)
Jucătorul cel mai tehnic și mai mobil de sub panou, marchează din apropierea coșului și de la semi-distanță.

### Center (C)
Se mai numește și „post man”.
Cel mai înalt și cel mai puternic jucător al echipei. Apărător versat sub propriul coș, domină ambele panouri.

## Regulament
Baschetul se joacă între două echipe a câte 5 jucători. Scopul fiecărei echipe este să introducă mingea în coșul adversarilor și să încerce să împiedice cealaltă echipa să înscrie. Echipa care înscrie cele mai multe puncte la terminarea timpului de joc va fi învingătoarea jocului respectiv. Mingea poate fi pasată, aruncată, lovită, rostogolită, driblată, în orice direcție. De asemenea, adversarul poate fi depășit prin procedeul numit „fentă”.

### Terenul de joc

Dimensiunile terenului de baschet

Terenul de joc este o suprafață dreptunghiulară, plană și dură, liberă de orice obstacol. Dimensiunile terenului trebuie să fie de 28 m în lungime pe 15 m în lățime, acestea fiind măsurate de la marginea interioară a liniilor care delimitează terenul. Federațiile naționale au autoritatea să aprobe pentru competițiile naționale, terenurile de joc existente cu dimensiunile minime de 26 m lungime și 14 m lățime.
Terenul de joc va fi delimitat de linii. Toate liniile trebuie să fie trasate cu aceeași culoare (de preferință alb), să aibă o lățime de 5 cm și să fie clar vizibile. Aceste linii sunt: liniile de fund (pe lățimile terenului) și liniile laterale (pe lungimile terenului). Aceste linii nu fac parte din terenul de joc. Orice obstacol inclusiv scaunele din zona băncii echipelor trebuie să fie situate la cel puțin 2 m distanță de terenul de joc.
Linia de centru trebuie trasată, paralel cu liniile de fund, din punctele centrale ale fiecărei linii laterale. Ea va fi prelungită cu 15 cm în afara fiecărei linii de tușă. Cercul central trebuie trasat la centrul terenului și va avea o rază de 1,80 m măsurată de la marginea exterioară a circumferinței. Dacă suprafața cercului central este colorată, atunci culoarea va fi aceeași cu cea a zonelor de restricție. Semicercurile vor fi trasate pe terenul de joc având centrul la jumătatea liniilor de aruncări libere și o rază de 1,80 m măsurată de la marginea exterioară a liniilor care le delimitează.

### Liniile de aruncări libere și zonele de restricție
O linie de aruncări libere trebuie trasată paralel cu fiecare linie de fund. Marginea ei exterioară trebuie situată la 5,80 m de la marginea interioară a liniei de fund și trebuie să aibă 3,50 m lungime. Centrul liniei trebuie situat pe linia imaginară care unește mijlocul celor două linii de fund. Zonele de restricție trebuie să fie spațiile delimitate pe terenul de joc de liniile de fund, liniile de aruncări libere și liniile care unesc extremitățile liniilor de aruncări libere cu punctele situate pe liniile de fund la 3 m de o parte și de cealaltă a mijlocului acestor linii, măsurate de la marginea exterioară a acestor linii. Toate aceste linii, cu excepția liniilor de fund, fac parte din zona de restricție.
Panoul de baschet este fabricat din metal,sticlă,lemn sau plastic, având grosimea de 3 cm,iar inelul acestuia fiind plasat la 3 m de sol având un diametru de 40 cm. Mingea de baschet este confecționată dintr-o cameră de cauciuc, acoperită cu o anvelopă de piele, material plastic sau cauciuc, având greutatea de 600-650 gr. și circumferința de 75–80 cm. Jocul este condus de 3 arbitri în teren (conform regulamentului FIBA), ajutați de un scorer și un cronometror.
Un meci de baschet se desfășoară în 4 reprize de câte 10 minute fiecare, cu o pauză de 2 minute între sferturile 1-2 și 3-4, precum și o pauză de 15 minute între sferturile 2-3 conform regulamentului FIBA. În campionatul nord-american NBA meciul se desfășoară în 4 reprize de câte 12 minute fiecare. Spre deosebire de alte jocuri, la baschet se cronometrează timpul efectiv de joc, cronometrul fiind oprit la toate întreruperile jocului. Coș înscris este valabil numai dacă mingea intră în coș pe deasupra lui și trece prin el. Dacă în momentul aruncării jucătorul se află în exteriorul liniilor de trasare a semicercului, atunci aruncarea va valora 3 puncte. Dacă aruncătorul se va afla în interiorul sau în contact cu linia de trasare a semicercului, aruncarea va valora 2 puncte. Fiecare aruncare de la linia de aruncări libere va valora 1 punct. Un meci de baschet nu se termină niciodată cu un scor de egalitate între cele două echipe. Au existat competiții în care echipele puteau termina la egalitate un meci, în cazul desfășurării unei competiții stil tur -retur, dar numai în cazul meciului tur. În cazul în care la sfârșitul timpului regulamentar de joc cele două echipe se află la egalitate, meciul se va prelungi cu o repriză de prelungire de 5 minute de joc efectiv. Dacă și la capătul acestei reprize situația de egalitate continuă, meciul se va prelungi cu atâtea reprize cât este necesar ca la final o echipă să aibă cel puțin un punct mai mult decât adversara sa.
După fiecare coș marcat, mingea se repune în joc de către echipa aflată în apărare din orice loc aflat înapoia liniei de fund a propriului teren. Timeout-ul se poate acorda în ambele reprize de câte două ori fiecărei echipe, la cererea antrenorului sau a jucătorilor.
În jocul de baschet sunt sancționate (prin pierderea mingii), fie abaterile de la regulament, fie greșelile personale (efectuate prin contact direct cu un adversar). În timpul driblingului jucătorul se poate deplasa pe teren, dar dacă a oprit driblingul, nu-l poate relua, făcându-se vinovat astfel de „dublu dribling”.
Pivotul este un post deținut de un jucător într-o echipă de baschet. Mai poate desemna mișcarea unui jucător cu mingea, care menține cu un picior contactul cu solul, iar cu celălalt își schimbă direcția o dată sau de mai multe ori. Regula pașilor interzice jucătorului aflat în posesia mingii să se deplaseze cu ea în brațe. Regula celor 3 secunde nu permite unui jucător în atac să stea mai mult de 3 secunde în suprafața de aruncări libere sau să țină mai mult de 5 secunde mingea în posesia sa, fără s-o bată în podea. Regula celor 8 secunde obligă echipa care are mingea să treacă în acest interval de timp în terenul advers (cu mingea). Regula celor 24 de secunde impune echipei în atac să arunce la coș în timp de maximum 24 de secunde. Un jucător care comite 5 greșeli personale în timpul jocului este eliminat definitiv de pe teren.

## Baschetul în România
Jocul de baschet se răspândește în Europa de la începutul secolului XX, fiind prezentat demonstrativ la Jocurile Olimpice din 1904. În 1932 se constituie Federația Internațională de Baschet Amator (F.I.B.A.). România s-a aflat printre cele 8 țări membre fondatoare ale forului mondial alături de Argentina, Cehoslovacia, Grecia, Italia, Letonia, Elveția și Portugalia. Din 1935 se dispută campionatele europene (la care a participat și țara noastră).
În România, primele demonstrații de baschet au fost efectuate în 1920. Până în 1923, baschetul se practica în special în liceele din capitală, organizându-se sporadic competiții interșcolare. Unul dintre liceele celebre la acea vreme a fost „Mihai Viteazul”, învingător în prima competiție interliceană din țară. De altfel, liceul „Mihai Viteazul” a fost și prima instituție care a beneficiat de un teren regulamentar de baschet. Începând cu anul 1928 se constituie diferite echipe, exclusiv masculine, la cluburile Sportul Studențesc, Juventus sau T.C.R.
Federația Română de Baschet și Volei ia ființă în 1931. Tot atunci este organizat și primul campionat regional masculin. În această perioadă nu existau mai mult de 150-200 sportivi legitimați, baschetul trăind mai ales din insistențele și pasiunea unor animatori. După 23 august 1944, odată cu instaurarea regimului comunist acest sport începe să aibă caracter de masă, ca de altfel majoritatea activităților sportive din acea vreme. Sunt organizate campionate republicane (începând cu anul 1947), se participa la primele Jocuri Balcanice (1946), sunt organizate anual campionate școlare și universitare, precum și festivaluri de minibaschet pentru copii.
Dintre performanțele României pe plan internațional menționăm clasarea de 3 ori pe locul IV la Campionatele Feminine Europene (1964, 1966, 1968) și de două ori pe locul V la cele masculine (1957, 1967), precum și unele succese ale echipelor de club Steaua, Dinamo, Politehnica București, Rapid în cupele europene. În 1981, la Campionatele Mondiale Universitare echipa de fete a României s-a clasat pe locul III, cucerind medalia de bronz, iar echipa masculină a ocupat locul IV. În 1991 echipa masculină de baschet juniori a României a înregistrat cea mai bună peformanță a vreunui lot din România la un campionat mondial de baschet clasându-se pe locul V la CM de la Edmonton, Canada. Din lot făceau parte, printre alții, Ghiță Mureșan, singurul român care a evoluat în NBA sau Constantin (Titi) Popa, doi dintre cei mai cunoscuți baschetbaliști români pe plan internațional.
În acest moment supremația pe plan intern la masculin este deținută de echipa U-BT Cluj-Napoca, câștigătoarea titlului de Campioană Națională în sezonul 2010-2011 în urma unui coș încris în ultima secundă de Tyler Morris, de dincolo de jumătatea terenului. Cel mai valoros baschetbalist autohton este Virgil Stănescu, care s-a transferat în 2007 la formația rusă Unics Kazan.